# Kapljice za uho
Kápljice za uhó so tekoča farmacevtska oblika za vkapavanje v sluhovod. So raztopine, emulzije ali suspenzije ene ali več učinkovin v tekočinah, ustreznih za uporabo v sluhovod, ne da bi povzročale škodljiv pritisk na bobnič; to so na primer voda, glikoli ali maščobna olja. Lahko jih namestimo v sluhovod s tamponom, impregniranim s tekočino. Običajno so na voljo v večodmernih vsebnikih z ustreznim aplikatorjem.
Kapljice za uho, ki so na voljo le na recept, običajno vsebujejo lokalne antibiotike, kortikosteroide ali antihistaminike. Kapljice za uho, ki so na voljo za samozdravljenje, vsebujejo lokalne anestetike v ustreznem topilu.

## Uporaba
Najbolje je, da bolnik med vkapavanjem kapljic za uho leži na boku. Pri vkapavanju se aplikator ne sme dotikati ušesa. Če je mogoče, mora bolnik ostati v takem položaju še kakšno minuto, da s tem omogoči boljša resorbcija zdravila. Lahko pa se zdravilo za uho nanese tudi s pomočjo tampona (sterilni zloženec iz gaze), namočenega v tekočino.